# Rolls Royce Dart
El Rolls-Royce RB.53 Dart fue un diseño de turbohélice británico de larga vida, fabricado por Rolls Royce Limited. Entró en producción a fines de los 40, equipando en principio el Vickers Viscount, que voló por primera vez en 1948. El Dart (toma su nombre del río inglés) se mantuvo en producción hasta 1987, cuando los últimos F-27 y H.S. 748 fueron fabricados.

## Aplicaciones
Muy asociado al exitoso avión comercial Vickers Viscount de medio alcance, motorizó a varios modelos europeos y japoneses en las décadas de 1950 y 1960, incluyendo:
- Armstrong Whitworth AW.660 Argosy transporte de medio alcance (variante C Mk 1)
- Avro 748 Feeder
- Breguet Alizé, avión antisubmarino: Dart RDa 21 de 1950 hp con inyección de agua/metanol
- Fokker F27
- Grumman Gulfstream I avión de pasajeros/ejecutivo
- Handley Page Dart Herald
- Hawker Siddeley Andover transporte militar
- NAMC YS-11, diseño japonés, de alcance medio/corto
- Algunos transportes Douglas DC-3 fueron modificados con motores Darts.

La potencia de salida era de alrededor de 1.500 hp (1.120 kW) en las primeras versiones, y cerca del doble en las últimas, como la que equipó al NAMC YS-11 para las líneas aéreas. Algunas versiones tenían incorporada la inyección de agua/metanol, que actuaba como un restaurador de energía en condiciones de altura y calor.

## Especificaciones (Dart RDa.7)
Datos de:Gunston
- Tipo: turbohélice

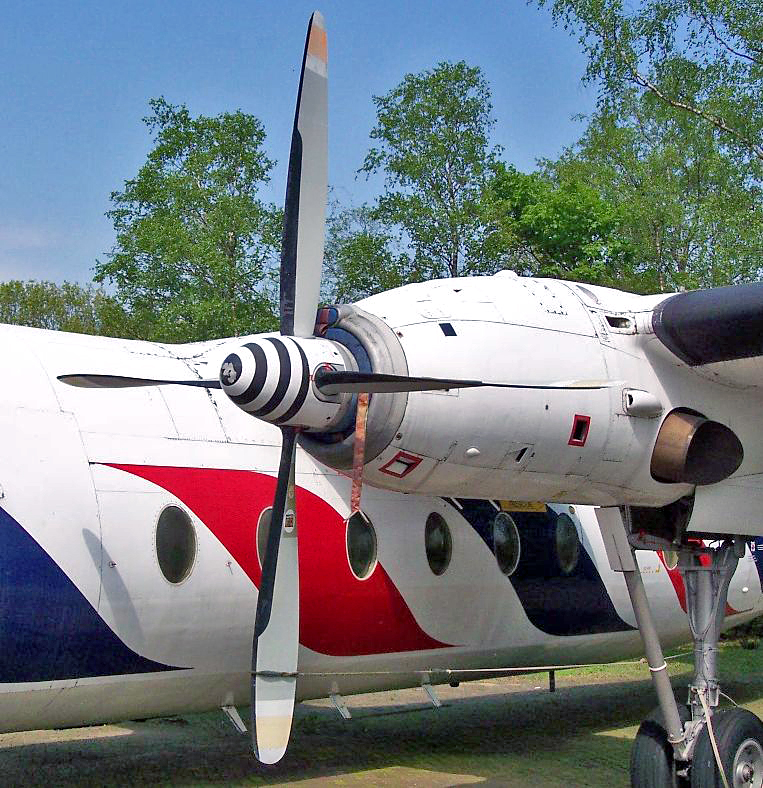
Un Rolls-Royce Dart montado en un Fokker F-27.

- Compresor: centrífugo de dos etapas
- Combustión: 7 cámaras
- Turbina: 3 etapas
- Combustible: kerosene
- Potencia: 1.800 shp
- Compresión: 5,4:1
- 'Consumo de aire: 9,7 kg/s